# Ofiuco
L'Ofiuco o Serpentario in latino Ophiūchus, "colui che porta il serpente", "serpentario", "colui che domina il serpente"; in greco antico: Ὀφιοῦχος?, Ofiôuchos) è una delle 88 costellazioni moderne ed è anche una delle 48 costellazioni originarie menzionate da Tolomeo. Nella sua parte meridionale è anche attraversata dall'eclittica, tuttavia non viene normalmente considerata una costellazione dello zodiaco ed è l'unica che non ha dato il nome a un segno astrologico.

## Caratteristiche

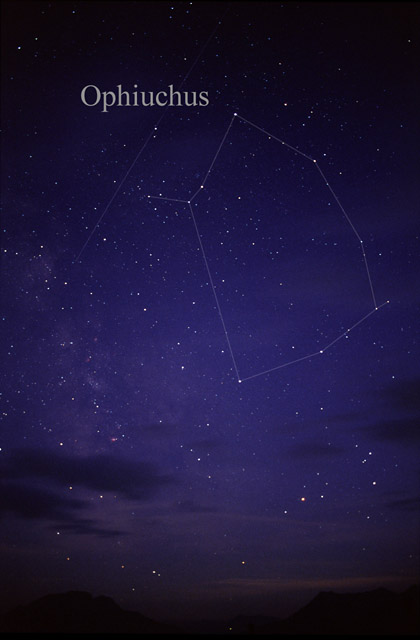
L'Ofiuco

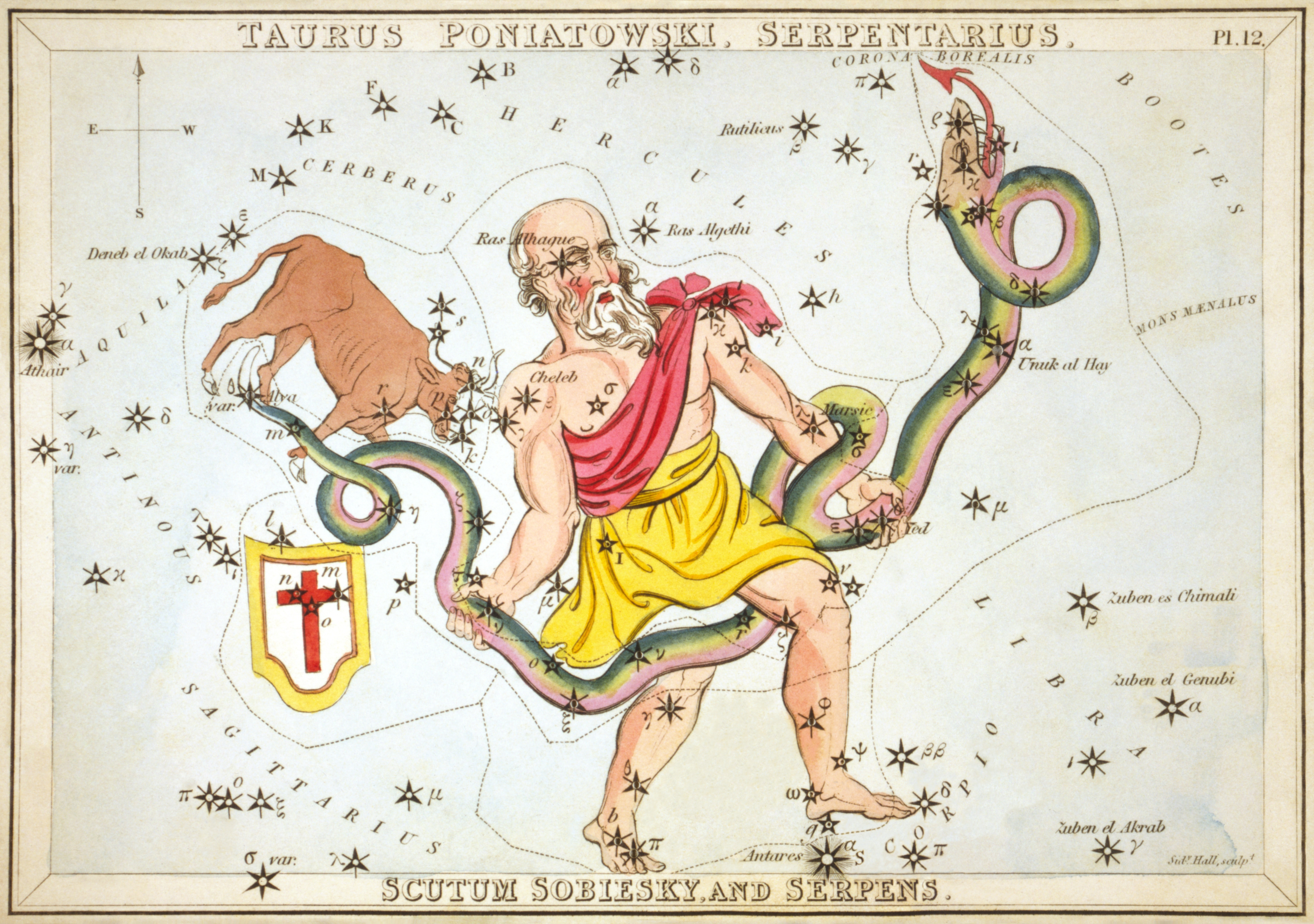
Illustrazione del 1825 delle due costellazioni del Serpente e dell'Ofiuco.

La costellazione si estende a cavallo dell'equatore celeste, in un'area posta a nord-ovest del centro della Via Lattea; questa posizione fa sì che sia visibile completamente da quasi tutte le aree della Terra, con l'eccezione di quelle polari. Le stelle più luminose dell'Ofiuco sono α Ophiuchi, chiamata Rasalhague, alla testa della figura, e η Ophiuchi, visibile nella parte meridionale.
Le stelle di fondo nell'Ofiuco sono, specialmente nella regione centrale della costellazione, relativamente poche, soprattutto a causa del forte oscuramento della Via Lattea in questa regione: nella parte nordorientale in particolare, la Fenditura dell'Aquila si allarga, oscurando pure i bordi occidentali della scia galattica, mentre a sud è presente un notevole numero di nebulose oscure minori, che si sovrappongono al chiarore di fondo creando dei punti bui dalle varie forme. Inoltre le regioni centrali della costellazione sono oscurate da banchi di polveri situati sul bordo interno del Braccio di Orione, a poche centinaia di anni luce dal Sole. Il periodo adatto all'osservazione dell'Ofiuco va da maggio a ottobre; nell'emisfero boreale è una tipica figura del cielo estivo.
L'Ofiuco è raffigurato nelle stampe e negli atlanti storici come un uomo che porta un serpente. Il suo corpo divide il serpente in due parti, la Testa del Serpente e la Coda del Serpente, che sono comunque considerate una sola costellazione. Nel mito rappresenta il dio della medicina, Asclepio.

### Stelle principali
- α Ophiuchi, nota come Ras Alhague, è una stella bianca di magnitudine 2,08; la sua distanza è stimata sui 47 anni luce, ed è quindi una delle stelle brillanti più vicine a noi.
- η Ophiuchi, nota come Sabik, è una stella bianca di magnitudine 2,43, posta a una distanza di 84 anni luce.
- ζ Ophiuchi, nota come Han, è una stella blu di magnitudine 2,54; si tratta di una stella di grandi dimensioni e con una magnitudine assoluta di -3,20, distante 458 anni luce.
- δ Ophiuchi (Yed Prior) è una gigante rossa di magnitudine 2,73, distante 170 anni luce.
- β Ophiuchi, nota come Cebalrai, è una stella arancione di magnitudine 2,76, distante 82 anni luce.

RS Ophiuchi, una stella troppo debole per interessare gli astrofili, fa parte di una strana classe di stelle chiamate novae ricorrenti, la cui luminosità aumenta anche di centinaia di volte, a intervalli irregolari di qualche anno.
La Stella di Barnard è una piccola stella rossa invisibile a occhio nudo, famosa per essere l'astro col più grande moto proprio conosciuto; è in effetti una delle stelle più vicine alla Terra (escluso il Sole), in particolare la quarta.

### Stelle doppie
L'Ofiuco contiene diverse stelle doppie, alcune delle quali sono pure di facile risoluzione.
- Una delle coppie più facili è la 53 Ophiuchi: è composta da due astri bianco-giallastri di magnitudine 5,8 e 7,8, separate da ben 41", dunque visibili anche con un buon binocolo.
- La 61 Ophiuchi è invece composta da due stelle di sesta grandezza, entrambe bianche, ben osservabili con un piccolo telescopio, grazie alla loro separazione di circa 20".
- ο Ophiuchi ha due componenti giallo-arancioni separate da 10", una di quinta e una di sesta grandezza.
- HD 158263 è una stella di settima magnitudine, bianca, che presenta a 27" una compagna di ottava, anch'essa biancastra, ben osservabile con un piccolo telescopio.
- 36 Ophiuchi è una famosa doppia, composta da due stelle dal colore marcatamente arancione di pari magnitudine, separate da 4,6" e dunque risolvibile solo con un telescopio amatoriale di media potenza.

| Principali stelle doppie |                                          |                                          |             |             |                                 |           |
| Nome                     | Coordinate equatoriali all'epoca J2000.0 | Coordinate equatoriali all'epoca J2000.0 | Magnitudine | Magnitudine | Separazione (in secondi d'arco) | Colore    |
| Nome                     | AR                                       | Dec                                      | A           | B           | Separazione (in secondi d'arco) | Colore    |
| ρ Ophiuchi               | 16h 25m 35s                              | -23° 26′ 50″                             | 5,02        | 5,92        | 3,2                             | azz + azz |
| HD 152909                | 16h 57m 04s                              | +19° 32′ 25″                             | 6,6         | 7,8         | 4,5                             | azz + azz |
| 36 Ophiuchi              | 17h 15m 21s                              | -26° 36′ 05″                             | 5,05        | 5,08        | 4,6                             | ar + ar   |
| ο Ophiuchi               | 17h 18m 01s                              | -24° 17′ 13″                             | 5,20        | 6,80        | 10,2                            | ar + g    |
| HD 158263                | 17h 27m 52s                              | +11° 23′ 25″                             | 7,1         | 8,6         | 27,2                            | b + b     |
| 53 Ophiuchi              | 17h 34m 37s                              | +09° 35′ 12″                             | 5,81        | 7,8         | 41,3                            | b + g     |
| 61 Ophiuchi              | 17h 44m 34s                              | +02° 34′ 46″                             | 6,16        | 6,56        | 20,6                            | b + b     |
| τ Ophiuchi               | 18h 03m 05s                              | -08° 10′ 49″                             | 5,24        | 5,94        | 1,9                             | g + g     |
| 70 Ophiuchi              | 18h 05m 27s                              | +02° 30′ 09″                             | 4,20        | 5,99        | 1,9                             | ar + ar   |
| HD 165475                | 18h 05m 43s                              | +12° 00′ 14″                             | 7,04        | 7,5         | 7,1                             | b + b     |

### Stelle variabili
La costellazione ospita un gran numero di stelle variabili, grazie anche alla presenza della Via Lattea, che fa sì che siano presenti densi campi stellari; molte di queste stelle, sebbene non siano propriamente alla portata dell'occhio umano, sono ben osservabili anche con un binocolo.
Fra le Mireidi la più brillante è la X Ophiuchi, che quando è in fase di massima, al limite della visibilità a occhio nudo; in quasi 11 mesi scende fino alla nona grandezza per poi risalire.
Fra le numerose semiregolari spicca la V2105 Ophiuchi, che oscilla fra la magnitudine 5,0 e la 5,4, con una variazione appena percepibile a occhio nudo nel corso del tempo; la V2114 Ophiuchi è invece visibile con un binocolo, e oscilla di poco più di un decimo di magnitudine.
Una facile variabile irregolare è la χ Ophiuchi, che oscilla fra la quarta e la quinta grandezza, come pure la 66 Ophiuchi, che riporta anche la sigla V2048 Ophiuchi.
| Principali stelle variabili |                                          |                                          |             |             |                  |                    |
| Nome                        | Coordinate equatoriali all'epoca J2000.0 | Coordinate equatoriali all'epoca J2000.0 | Magnitudine | Magnitudine | Periodo (giorni) | Tipo               |
| Nome                        | AR                                       | Dec                                      | Max.        | Min.        | Periodo (giorni) | Tipo               |
| R Ophiuchi                  | 17h 07m 46s                              | -16° 05′ 34″                             | 7,0         | 13,8        | 306,5            | Mireide            |
| U Ophiuchi                  | 17h 16m 32s                              | +01° 12′ 38″                             | 5,84        | 6,56        | 1,6773           | Eclisse            |
| V Ophiuchi                  | 16h 26m 44s                              | -12° 25′ 36″                             | 7,3         | 11,6        | 297,21           | Mireide            |
| X Ophiuchi                  | 18h 38m 21s                              | +08° 50′ 03″                             | 5,9         | 9,2         | 328,85           | Mireide            |
| Y Ophiuchi                  | 17h 52m 39s                              | -06° 08′ 37″                             | 7,6         | 14,0        | 17,124           | Cefeide            |
| BF Ophiuchi                 | 17h 06m 05s                              | -26° 34′ 50″                             | 6,93        | 7,71        | 4,0678           | Cefeide            |
| V1010 oph                   | 16h 49m 28s                              | +15° 40′ 05″                             | 6,1         | 7,0         | 0,6614           | Eclisse a contatto |
| V2048 Ophiuchi (66 Oph)     | 18h 00m 16s                              | +04° 22′ 07″                             | 4,55        | 4,85        | -                | Irregolare         |
| V2105 Ophiuchi              | 16h 27m 43s                              | -07° 35′ 53″                             | 5,0         | 5,38        | -                | semiregolare       |
| V2113 Ophiuchi              | 17h 19m 47s                              | +02° 08′ 22″                             | 6,59        | 6,81        | -                | Semiregolare       |
| V2114 Ophiuchi              | 17h 27m 44s                              | +08° 26′ 31″                             | 6,40        | 6,51        | 18:              | Semiregolare       |
| χ Ophiuchi                  | 16h 27m 02s                              | -18° 27′ 22″                             | 4,22        | 5,0         | -                | Irregolare         |

## Oggetti del profondo cielo

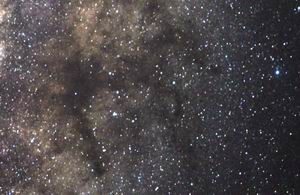
La Nebulosa Pipa e i vari complessi nebulosi oscuri dell'Ofiuco.

L'Ofiuco è una grande costellazione, la cui parte meridionale ricade sulla Via Lattea, in direzione del centro galattico. Ciò fa sì che siano presenti, e in notevole numero, oggetti celesti come ammassi aperti e, soprattutto, ammassi globulari.
Tra gli ammassi aperti vanno citati IC 4665 e NGC 6633, posti entrambi a nord, vicino al confine con Ercole e l'Aquila; il primo è anche il più appariscente, visibile come una macchia chiara anche a occhio nudo, mentre un semplice binocolo ne risolve tutte le componenti. Il secondo è invece più difficile da sciogliere con piccoli strumenti e occorre un piccolo telescopio per osservarne tutte le componenti.
Fra gli ammassi globulari, uno dei più notevoli è M62, posto a sud, vicino al confine con lo Scorpione; risalendo verso nord, si individua, 10 gradi a est di Antares, M19. A sud-ovest di η Ophiuchi è visibile M9 e nei pressi di ζ Ophiuchi M107. I restanti sono posti nella parte boreale della costellazione, in un'area priva di stelle luminose, e sono M10, M12 e M14. tutti questi oggetti sono facilmente individuabili anche con un piccolo telescopio, mentre occorre uno strumento potente per risolvere parte delle loro componenti. Nell'Ofiuco sono presenti anche altri ammassi globulari, ma sono in genere meno appariscenti e risolvibili solo con strumenti di grande diametro.
Fra le nebulose planetarie ve ne sono alcune piuttosto appariscenti. La più settentrionale è NGC 6572, individuabile anche con un piccolo rifrattore da 80mm; NGC 6309, di forma molto allungata e visibile in un'area priva di stelle appariscenti, si trova nella fascia centrale della costellazione, mentre la più meridionale è NGC 6369, soprannominata talvolta Nebulosa Fantasmino, che si sovrappone alla parte settentrionale del complesso della Nebulosa Pipa. Queste ultime due sono individuabili anche con strumenti da 120mm.
Una particolarità la offre la Nebulosa Pipa, una nebulosa oscura, ben visibile in direzione del centro galattico, vicino al confine con il Sagittario; essa maschera completamente la luce del bulge galattico, e appare connessa a nord con un altro sistema di nubi oscure, la cui forma ricorda quella di un animale, al punto che l'intero complesso nebuloso ha preso il nome di Nebulosa Cavallo Nero. Verso ovest invece, dei tenui filamenti oscuri collegano la struttura alla regione nebulosa di Antares.
Fra gli oggetti extragalattici infine va menzionata la peculiare galassia doppia NGC 6240.
| Principali oggetti non stellari |                                          |                                          |                              |             |                                        |                                        |
| Nome                            | Coordinate equatoriali all'epoca J2000.0 | Coordinate equatoriali all'epoca J2000.0 | Tipo                         | Magnitudine | Dimensioni apparenti (in primi d'arco) | Nome proprio                           |
| Nome                            | AR                                       | Dec                                      | Tipo                         | Magnitudine | Dimensioni apparenti (in primi d'arco) | Nome proprio                           |
| M107                            | 16h 32m 32s                              | -13° 03′ :                               | Ammasso globulare            | 7,9         | 13                                     |                                        |
| M12                             | 16h 47m 15s                              | -01° 57′ :                               | Ammasso globulare            | 6,7         | 16                                     |                                        |
| M10                             | 16h 57m 09s                              | -04° 06′ :                               | Ammasso globulare            | 6,6         | 20                                     |                                        |
| M62                             | 17h 01m 13s                              | -30° 07′ :                               | Ammasso globulare            | 6,5         | 15                                     |                                        |
| M19                             | 17h 02m 38s                              | -26° 16′ :                               | Ammasso globulare            | 6,8         | 17                                     |                                        |
| NGC 6284                        | 17h 04m 29s                              | -24° 46′ :                               | Ammasso globulare            | 9,0         | 5,6                                    |                                        |
| NGC 6309                        | 17h 14m 04s                              | -12° 55′ :                               | Nebulosa planetaria          | 11,0        | 1,1                                    |                                        |
| M9                              | 17h 19m 12s                              | -18° 31′ :                               | Ammasso globulare            | 7,7         | 12                                     |                                        |
| NGC 6369                        | 17h 29m 21s                              | -23° 45′ 35″                             | Nebulosa planetaria          | 11,4        | 0,8                                    | Nebulosa Fantasmino o Piccolo Fantasma |
| LDN 1773                        | 17h 30m :                                | -26° :                                   | Nebulosa oscura              | -           | 500 x 140                              | Nebulosa Pipa                          |
| M14                             | 17h 37m 36s                              | -03° 15′ :                               | Ammasso globulare            | 7,6         | 11                                     |                                        |
| IC 4665                         | 17h 46m :                                | -05° 43′ :                               | Ammasso aperto               | 4,2         | 70                                     |                                        |
| NGC 6572                        | 18h 12m 06s                              | +06° 51′ 13″                             | Nebulosa planetaria          | 9,0         | 0,1                                    |                                        |
| NGC 6633                        | 18h 27m :                                | -06° 34′ :                               | Ammasso aperto               | 4,6         | 27                                     |                                        |
| B 72                            | 17h 23m 30s                              | -23° 28' :                               | Nebulosa oscura              | -           | 4' x 2'                                | Nebulosa Serpente                      |
| -                               | 17h 21m :                                | -21° 07' :                               | Complesso di nebulose oscure | -           | 700' x 400'                            | Nebulosa Cavallo Nero                  |
| NGC 6240                        | 16h 53m :                                | 02° 24′ :                                | Galassia Irregolare          | 12,8        | 2,1' x 1,1'                            |                                        |

## Sistemi planetari
L'Ofiuco contiene alcuni sistemi planetari conosciuti; in quasi tutti i casi il sistema è composto da un solo pianeta noto, un gigante gassoso. In particolare, HD 149143 possiede un pianeta gioviano caldo. GJ 1214 invece possiede una super Terra.
Dai telescopi dell'Eso in Cile sono stati scoperti nella costellazione due "oggetti planetari", una coppia di pianeti senza stella battezzati OPH 1622. Si trovano a 400 anni luce circa di distanza dalla Terra, hanno massa pari a circa 7 e 14 volte quella di Giove e sono distanti fra loro 6 volte la distanza che separa il Sole da Plutone. La cosa più interessante è che questa scoperta mette in discussione le precedenti teorie sulla formazione dei pianeti, che prevedono che essi si possano formare soltanto in presenza di una stella. Tale teoria prevede che i pianeti vaganti siano soltanto quelli sfuggiti alla gravità della propria stella, ma la scoperta di una coppia di questi mette in discussione alcuni aspetti delle dinamiche contemplate in questa teoria.
| Sistemi planetari |                                          |                                          |             |                      |                              |
| Nome del sistema  | Coordinate equatoriali all'epoca J2000.0 | Coordinate equatoriali all'epoca J2000.0 | Magnitudine | Tipo di stella       | Numero di pianeti confermati |
| Nome del sistema  | AR                                       | Dec                                      | Magnitudine | Tipo di stella       | Numero di pianeti confermati |
| HD 148427         | 16h 28m 28s                              | -13° 23′ 59″                             | 6,90        | Subgigante arancione | 1 (b)                        |
| HD 149143         | 16h 32m 51s                              | +02° 05′ 05″                             | 7,90        | Subgigante gialla    | 1 (b)                        |
| Gliese 1214       | 17h 15m 19s                              | +04° 57′ 50″                             | 14,67       | Nana rossa           | 1 (b)                        |
| HD 156846         | 17h 20m 35s                              | -19° 20′ 02″                             | 6,51        | Nana gialla          | 1 (b)                        |
| HD 170469         | 18h 29m 11s                              | +11° 41′ 44″                             | 8,21        | Subgigante gialla    | 1 (b)                        |
| HD 171028         | 18h 32m 15s                              | +06° 46′ 45″                             | 8,31        | Nana gialla          | 1 (b)                        |
| COROT-6           | 18h 44m 18s                              | +06° 39′ 48″                             | 13,9        | Nana bianco-gialla   | 1 (b)                        |
| TOI-677           | 16h 32m 18s                              | -22:21:30                                | 9,8         | Nana bianco-gialla   | 1 (b)                        |

## Mitologia

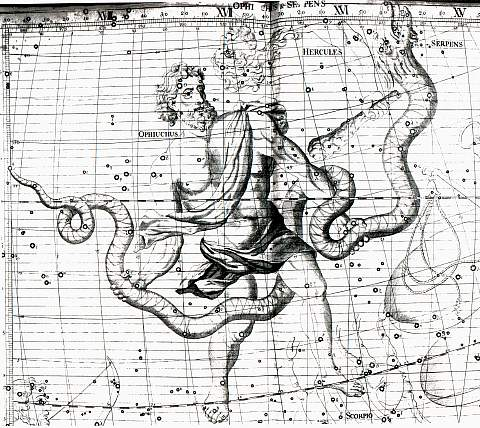
L'Ofiuco tiene con entrambe le mani un enorme Serpente nell'illustrazione dell'Atlas Coelestis di John Flamsteed. Il Serpente è la sola costellazione a essere divisa in due metà.

L'Ofiuco rappresenta un uomo con un enorme serpente avvolto attorno alla vita. Egli tiene la testa del serpente nella mano sinistra e la coda nella mano destra. Il serpente è rappresentato dalla costellazione del Serpente.
I Greci identificarono l'Ofiuco con Asclepio, il dio della medicina. Asclepio era figlio di Apollo e di Coronide (sebbene qualcuno sostenga che sua madre fosse Arsinoe). La leggenda narra che Coronide tradì Apollo con un mortale, Ischys, mentre era incinta di un figlio di Apollo. Un corvo, uccello che fino a quel momento era stato candido, portò al dio la brutta notizia ma invece della ricompensa che si aspettava fu maledetto dal dio che lo fece diventare nero. In un impeto di gelosia Apollo colpì Coronide con una freccia. Piuttosto che vedere il suo bambino morire con lei, il dio strappò il feto dal grembo della madre mentre le fiamme della pira funeraria l'avvolgevano, e lo affidò a Chirone, il centauro saggio (rappresentato nel cielo dalla costellazione del Centauro). Chirone allevò Asclepio come un figlio e gli insegnò le tecniche soprannaturali della guarigione e della caccia. Asclepio divenne talmente abile nella medicina che non solo riuscì a salvare vite umane, ma addirittura a resuscitare i morti; Asclepio è considerato il più grande medico dell'antichità. Una volta, a Creta, Glauco, il giovane figlio del re Minosse, mentre stava giocando cadde dentro un barattolo di miele e vi annegò. Asclepio era intento a osservare il corpo di Glauco, quando un serpente si avvicinò. Lui prontamente l'uccise con il suo bastone; allora si fece avanti un altro serpente con in bocca un'erba che depose sul corpo di quello morto, che magicamente ritornò in vita. Asclepio prese la stessa erba e la pose sul corpo di Glauco, e l'effetto magico si ripeté. (Robert Graves sostiene si trattasse di vischio che per gli antichi aveva forti proprietà rigenerative.) A causa di quest'incidente, dice Igino, l'Ofiuco è rappresentato in cielo con in mano un serpente, che è divenuto il simbolo del recupero della salute per la caratteristica che i serpenti hanno di cambiare pelle ogni anno, come se ogni volta rinascessero.
Un mito contemporaneo dice che Asclepio ricevette dalla dea Atena il dono di cambiare il suo sangue con quello di Medusa la Gorgone. Da allora il sangue che sgorgava dalle vene del suo fianco sinistro era velenoso e portatore di sventure, ma quello del fianco destro aveva il potere di guarire qualsiasi malattia e persino di fare risorgere i morti.
Uno degli uomini che si suppone Asclepio abbia resuscitato fu Ippolito, figlio di Teseo, che morì precipitando dal suo carro (qualcuno lo identifica con la costellazione dell'Auriga). Mentre prendeva le erbe guaritrici, Asclepio toccò per tre volte il torace del ragazzo, pronunciando parole propiziatrici e Ippolito sollevò la testa.
Ade, dio del Mondo dell'Oltretomba, si rese presto conto che il flusso di anime morte nel suo regno si sarebbe drasticamente ridotto se questa tecnica soprannaturale di guarigione inventata da Asclepio fosse diventata di conoscenza comune. Protestò presso Zeus, il dio suo fratello, e quello colpì Asclepio con una sua folgore. Apollo si sentì oltraggiato per il trattamento severo riservato a suo figlio e si vendicò uccidendo i tre Ciclopi che forgiavano le folgori di Zeus. Per placare Apollo, Zeus rese Asclepio immortale (date le circostanze non era certo possibile riportarlo in vita) e lo tramutò nella costellazione dell'Ofiuco.
La stella più brillante dell'Ofiuco è Alfa di Ofiuco di II grandezza e si chiama Rasalhague che in arabo vuol dire «la testa di colui che raccoglie il serpente». Beta di Ofiuco è Cebalrai, dall'arabo «il cane del pastore»; in questa zona di cielo gli Arabi vedevano un pastore (la stella Alfa di Ofiuco) con il suo cane e delle pecore.
Delta ed Epsilon di Ofiuco si chiamano Yed Prior e Yed Posterior, due nomi composti, formati dall'arabo al-yad, che significa «la mano», uniti alle parole latine Prior e Posterior, aggiunte per dare il significato di parte «anteriore» e «posteriore» della mano.

## Storia
Questa costellazione è conosciuta fin dall'antichità: sebbene compiutamente descritta solo in età classica, alcuni studiosi ritengono che si trovi traccia della sua conoscenza a cominciare dagli astronomi Babilonesi. Benché ricada nella fascia di cielo attraversata dall'eclittica, non è stata inclusa fra i dodici segni zodiacali, per cui talvolta viene definita come il tredicesimo segno dello zodiaco. L'ofiuco è una delle 48 costellazioni descritte da Tolomeo. È anche conosciuta come Serpentario (in latino Serpentarius).
Uno degli eventi storici più importanti per l'Ofiuco fu l'esplosione di supernova che apparve il 10 ottobre 1604 vicino a θ Ophiuchi. Fu osservata da Johannes Kepler, ed ebbe quindi il nome di Stella di Keplero. Kepler pubblicò i suoi risultati in un libro chiamato De stella nova in pede Serpentarii. Galileo usò questa breve apparizione come prova contro il dogma aristotelico dell'immutabilità dei cieli.
Questa supernova comparve appena 32 anni dopo che un'altra era esplosa in Cassiopea, osservata da Tycho Brahe. L'ultima prima di allora era stata osservata nel 1054, e dopo Keplero nessun'altra fu osservata fino al 1987 (vedi Supernova 1987a).
La sonda Voyager 1 si sta dirigendo verso la costellazione dell'Ofiuco e approssimativamente tra 40.000 anni passerà a una distanza di circa 1,6 anni luce dalla stella AC+793888.